# ベリンガー
ベリンガー（独: Behringer）は、音響機器メーカーである。1989年にドイツのウィリッヒで、ユーリ・ベリンガーにより設立。当初はユーリ・ベリンガー自宅の台所が工房を兼ねていた。2012年6月に同社を核とする持ち株会社ミュージックグループ社の傘下となっており、マイダスなどと業務提携を行っている。
社是は「性能は倍に、価格は半分に (Double the features at Half the price)」である。
シンセサイザーはオリジナル機種もあるが、過去の名機をオマージュし、オリジナル回路再現した機種も多く、オリジナルよりも安価に購入出来る。

## 歴史
ユーリ・ベリンガーは1961年にスイスで生まれ、ロベルト・シューマン音楽院（1987年以降はロベルト・シューマン大学デュッセルドルフ）でピアノを学びつつプロの演奏家として活動していた。ユーリはある時、ロベルト・シューマン音楽院の備品の音響機材の貧相さに呆れ、ある機材を分解してみたところ、「100ドルの原価のものが1000ドルで売られている」ことを発見し、エフェクターの自作に取り組むようになる。
ユーリが作るエフェクターが売れたため、彼は会社の設立を決断、翌年には香港に製造ラインを確保し、製品の製造を開始する。
しかしヨーロッパ本社と香港の契約工場との間のコミュニケーションがなかなか上手くいかず、製品の品質確保に問題を抱えていたため、1997年にはユーリ自身が香港に居を移し、製造ラインの指揮に当たるようになった。だが、それでも契約工場の品質軽視の姿勢を解決出来なかったため、2002年には中国本土の中山市に自社工場「ベリンガー・シティ」を建設した。
近年では部品の内製も開始している。

## ブゲラ (Bugera) ブランド
ベリンガー社はイギリス領ヴァージン諸島に関連会社「レッドチップ・カンパニー」を設立し、2008年夏のNAMMショーにおいてギター用アンプブランド「ブゲラ」の商品群を公開した。
「ブゲラ」ブランドの商品も「ベリンガー」ブランド同様、中山市のベリンガー社工場において製造されており、その安価な価格設定を評価する意見もある。

## 主な製品
- PA(パブリック・アドレス)システム
- マイクロフォン
- アンプ (音響機器)
- アンプ (楽器用)
- スピーカー
- エフェクター
- ミキサー（ミキシング・コンソール）
- ヘッドホン
- オーディオ・インターフェイス
- シグナル・プロセッサー
- DJ用機器
- シンセサイザー

## 日本正規輸入代理店
かつては複数の輸入代理店が置かれていたが、2018年上半期に2社共に撤退。その後2018年8月に2018年9月上旬からエレクトリが輸入代理店になることが発表された。
その後2019年１０月に商流が3分割され、シンセサイザー及びコンピューターオーディオ関連製品は株式会社エレクトリ、プロサウンド関連製品及びスタジオヘッドホンは株式会社ワタナベ楽器店、DJ 関連商品及び DJ ヘッドホンは オタイオーディオ株式会社が日本正規輸入代理店となっている。※2020年９月現在

かつての代理店
- サウンドハウス（2018年2月26日終了[5]）
- ホットラインミュージック（2016年5月4日終了[6]）